# Tivia appropinquata
Tivia appropinquata är en kackerlacksart som beskrevs av Bohn 2006. Tivia appropinquata ingår i släktet Tivia och familjen Polyphagidae. Inga underarter finns listade i Catalogue of Life.